# Gymnammodytes
Gymnammodytes is een geslacht van straalvinnige vissen uit de familie van de zandspieringen (Ammodytidae). Het geslacht is voor het eerst wetenschappelijk beschreven in 1935 door Duncker & Mohr.

## Soorten
- Gymnammodytes capensis (Barnard, 1927)
- Gymnammodytes cicerelus (Rafinesque, 1810)
- Gymnammodytes semisquamatus (Jourdain, 1879) – Naakte zandspiering